# Matthew Amoah
Matthew Amoah (ur. 24 października 1980 w Tema) – ghański piłkarz występujący na pozycji napastnika.

## Kariera
Amoah rozpoczynał swoją piłkarską karierę w Ghanie, w klubie The Great Ambassadors FC jednak w listopadzie 1998 roku przeniósł się do młodzieżowych drużyn holenderskiego SBV Vitesse. Tam szybko odkryto jego talent i Amoah stał się zawodnikiem drużyny seniorskiej. Do 2005 roku zdobył dla SBV Vitesse 72 bramki w 189 meczach w Eredivisie. W 2000 roku był wypożyczony na pół roku do Fortuny Sittard. Jego gra zaowocowała transferem, który miał miejsce grudniu 2005 do Borussii Dortmund. W swojej nowej drużynie zadebiutował 25 marca 2006. Nie zdołał jednak wywalczyć miejsca w składzie niemieckiej drużyny i latem 2007 Amoah przeszedł za 250 tysięcy euro do NAC Breda. W 2011 roku podpisał kontrakt z Mersin İdman Yurdu. Następnie był zawodnikiem sc Heerenveen oraz Heraclesa Almelo.

## Reprezentacja
W reprezentacji Ghany Matthew Amoah jest czołowym zawodnikiem i strzelcem. W zwycięskich eliminacjach do Mistrzostw Świata 2006 zdobył 3 bramki. Z drużyną narodową występował w Pucharze Narodów Afryki 2006, który zakończył się dla niej na fazie grupowej.